# گفتگوهای شش جانبه
گفتگوهای شش جانبه در تلاش برای یافتن راه حلی صلح‌آمیز برای دغدغهٔ امنیتی پیش آمده بر اثر برنامه هسته‌ای کره شمالی برگزار شده‌اند.
رشته جلساتی با حضور شش کشور در پکن برگزار شده است:
- کره جنوبی
- کره شمالی
- ایالات متحده آمریکا
- چین
- ژاپن
- روسیه

این گفتگوها بر اثر خروج کره شمالی از پیمان‌نامه منع گسترش سلاح‌های هسته‌ای (NPT) در سال ۲۰۰۳ شروع شدند.